# Џамар Јанг
Џамар Јанг (енгл. Jahmar Young; Балтимор, Мериленд, 18. новембар 1986) је амерички кошаркаш. Игра на позицији бека. 

## Биографија
Колеџ кошарку играо је на Њу Мексико Стејт Универзитету у периоду од 2007. до 2010. године. Након што на НБА драфту 2010. није изабран, одлучио је да почев од сезоне 2010/11. каријеру настави у Европи. Његов први европски тим била је Црвена звезда и у њој се задржао до марта 2011, када је прешао у белгијски Спироу Шарлроа за који је одиграо само три утакмице. Сезону 2011/12. провео је у летонском Вентспилсу, а од августа 2012. био је играч француског Орлеана. У септембру 2013. потписао је за Нижњи Новгород за који је одиграо само један меч и био отпуштен већ у октобру. Децембра 2013. придружио се екипи Широког и тамо се задржао до априла 2014. Крајем јануара 2015. потписао је за либански Ал Ријади, а крајем новембра 2015. прелази у Париз Левалоа где се задржава до фебруара 2016. године.
Током 2016. године играо је поново за Ал Ријади. У марту 2017. године прикључио се израелском друголигашу Хапоел Хаифи. Током лета 2017. играо је у Доминиканској Републици за Хураканес дел Атлантико. У октобру 2017. Јанг је потписао за Цибону. У загребачком клубу се задржао тек месец дана. У дресу Цибоне је одиграо пет утакмица, у којима је његов тим победио само једном (против МЗТ-а), а потом је губио у дуелима са Партизаном, ФМП-ом, Задром и Игокеом. Јанг је просечно постизао 9,6 поена за 19,4 минута на терену.